# Танхойское сельское поселение
Се́льское поселе́ние «Танхо́йское» (бур. Тонхойн hомон)  — муниципальное образование в Кабанском районе Бурятии Российской Федерации.
Административный центр — посёлок Танхой. Включает 6 населённых пунктов.

## География
МО СП «Танхойское» находится на юго-западе района. С севера территория поселения омывается озером Байкал. На востоке поселение граничит с МО СП «Клюевское», на западе — с МО СП «Выдринское». На юге по водоразделу Хамар-Дабана проходит граница с Джидинским и Селенгинским районами Бурятии.
На территории МО СП «Танхойское» расположена бо́льшая, северная, часть Байкальского биосферного заповедника.
Через поселение проходят федеральная автомагистраль «Байкал» и Транссибирская магистраль (ВСЖД) с находящимися здесь станциями Танхой, Кедровая, Мишиха, Переёмная, а также остановочными пунктами Прибой, Речка Мишиха.

## Население
| 2011  | 2012  | 2013  | 2014  | 2015  | 2016  | 2017  |
| ----- | ----- | ----- | ----- | ----- | ----- | ----- |
| 1253  | ↘1249 | ↘1236 | ↘1206 | ↘1176 | ↘1139 | ↗1147 |
| 2018  | 2019  | 2020  | 2021  | 2023  | 2024  |       |
| →1147 | ↘1120 | ↘1094 | ↘1016 | ↘994  | ↗1008 |       |

## Состав поселения
| № | Населённый пункт | Тип населённого пункта          | Население |
| - | ---------------- | ------------------------------- | --------- |
| 1 | Кедровая         | посёлок станции                 | ↘89       |
| 2 | Мишиха           | посёлок станции                 | ↗72       |
| 3 | Переёмная        | посёлок станции                 | ↘89       |
| 4 | Прибой           | посёлок                         | ↗38       |
| 5 | Речка Мишиха     | посёлок                         | ↘18       |
| 6 | Танхой           | посёлок, административный центр | ↘940      |